# 天津广播电视台

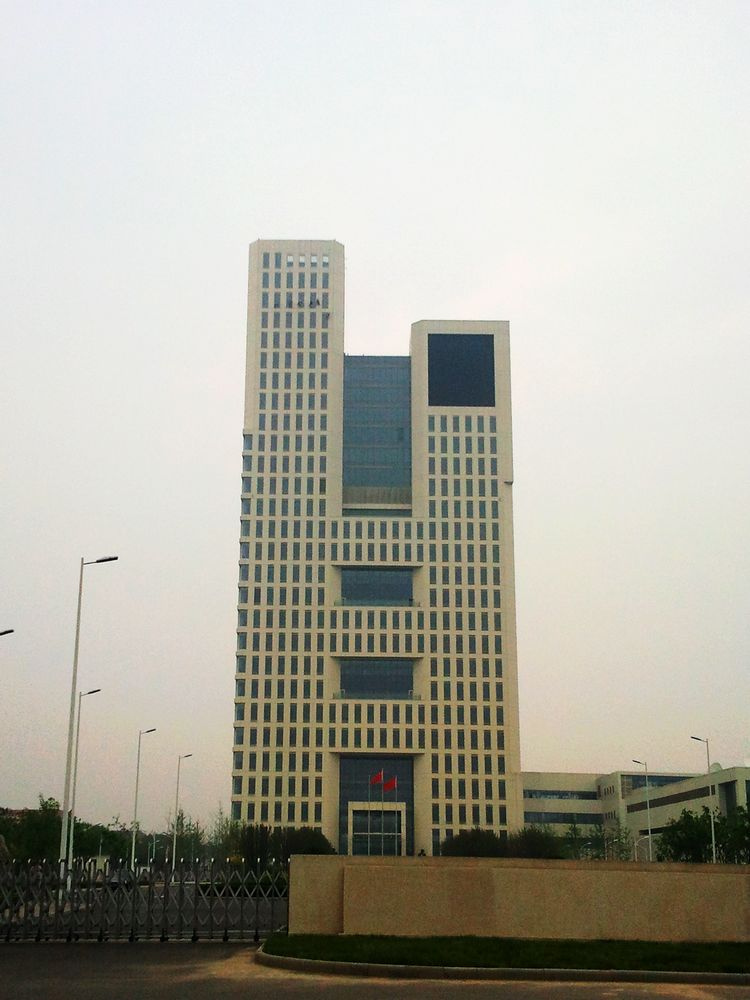
天津电视台新台址

天津海河传媒中心广播电视事业部（保留天津广播电视台呼号）是中华人民共和国天津市省级媒体机构天津海河传媒中心的下属部门，前身为2011年由天津人民广播电台和天津电视台合并组建，天津市政府直属事业单位，接受中共天津市党委宣传部领导的天津广播电视台。目前拥有9个电视频道，10个广播频率，1个高清演播室、1部十六讯道高清数字转播车、9个标清演播室和全数字录音棚。

## 台标

### 第一代
启用于1996年，该台标是天津的首写字母“T”的变形，台标颜色为黄色。

### 第二代
启用于2011年，该台标在原台标的基础上，给台标加上蓝色圆球背景，并把“T”字美化。

## 历史

### 天津人民广播电台
1949年1月15日，中国人民解放军进入天津，天津解放。当时，第四野战军先头部队接管国民党控制的天津广播电台。当晚8点10分，天津新华广播电台开播，当时隶属于天津日报社。同年4月，天津新华广播电台脱离天津日报社独立为台，5月18日更名为天津人民广播电台。
创办初期，天津人民广播电台在全国第一个推出了专业台的广播布局，先后开设综合台、职工台、经济台、广告台。至1954年底，为了落实全国第二次广播工作会议和学习苏联广播工作经验为契机，各专业台改为一、二、三台。1958年4月，天津市改为河北省省辖市兼省会，河北人民广播电台与天津人民广播电台正式合并，对外办公统称为河北、天津人民广播电台，但两台的节目在对空播出时仍沿用原先各台的呼号。
1960年2月9日，中共天津市委广播事业管理处成立，与电台合署办公；同年4月，根据中共河北省委、天津市委的指示，河北人民广播电台与天津人民广播电台分开。
1987年3月30日，天津人民广播电台推出多个系列台，并进行多次改革。

### 天津电视台
1958年10月，天津电视台筹建，1959年7月1日试播，1960年3月20日正式开播，是中国创建最早的四家电视台之一。当时由于电视节目紧缺，只是晚间播出，节目多为录制中央电视台节目为主。
1970年12月26日，天津通信广播电视厂（七一二厂）生产中国第一台彩色电视机。1979年2月1日，天津电视台播出中国第一部彩色电视戏曲艺术片《花木兰》。1980年8月24日，天津电视台彻底淘汰黑白播出系统，两个频道全部播出了彩色电视节目。到1983年，天津电视台共创作播出彩色电视剧28部。
1980年代，天津电视台的制作能力达到顶峰，曾制作众多电视剧及曲艺节目并多次获奖。在播出方面也增加了上午播出时段，每天播出一部电影，之后便播放动画片，12:00播放《午间消息》，因为《午间消息》节目时间固定，所以在此之前播出的动画片几乎每天都是播了一半就被掐掉，新闻之后也不会继续播出。12:10播出一集电视剧，然后录播中央电视台的午间新闻，即后上午的播出时间结束。在电视节目片源稍显宽裕的当时，第二套节目（17频道）开播，每天播放曲艺、评书和电视剧等节目。此后直至1998年天津卫视开播之前，天津电视台对电视节目播出时段未作过明显延长（1998年以前17频道的开播时间是19:30，1998年元旦后改至18:30开播）。
1986年6月23日，天津电视台23频道卫星教育台开播，同年12月20日，天津市委市政府决定成立天津电视台文艺台。
1991年10月1日，天津广播电视塔启用时，又开播了第三套节目（29频道，今文艺频道）。但后来29频道和17频道对调了台号。
1998年12月28日，原17频道上星播出，并更名天津衛視。原17频道播出的天津广播电视中专和天津广播电视大学、电中、电大等远程教育课程改在29频道播出。
2002年10月15日，天津电视台与天津有线电视台合并，但节目并未做出调整，天津台和有线台的工作仍然是分开进行的，直到一年后才稍微对工作部门和电视节目作出了整合。同时天津3-5套开播，T4为以都市生活为主的综合频道。
2003年5月1日，科教频道开播，原29频道播出的天津广播电视中专和天津广播电视大学、电中、电大等远程教育课程改在科教频道播出一段时间，之后又改为占用天津有线电视网的中国教育电视台第二套节目频道播出。
2004年6月1日，天津电视台少儿频道开播。
2008年12月28日，天津电视台国际频道正式开播。但由于覆盖和宣传力度问题最终导致2018年6月27日0时正式停播。
2010年3月20日，天津电视台庆祝建台50周年。
2010年7月5日，天津卫视开始在天津地区试播高清频道天视高清，除新闻节目与天津卫视同步播出以外,其它时段均播出高清版的电视剧。
2011年1月1日，天视高清改为天津卫视（高清），节目与天津卫视标清版同步。该频道虽名为高清频道，但只有新闻节目和少数娱乐节目为高清制作，电视剧也有相当部分为标清制作。天天购物频道联合河北、内蒙古有线电视网落地播出，升级更名为天津电视台三佳购物频道，但节目仍为天天购物节目。
2011年12月1日，天津电视台换标，使用原来天津卫视（高清）的台标。
2013年9月1日，自从天津滨海新区电视台成立后，原滨海频道改为新闻频道，生活节目转入都市频道播出。至此，天津电视台成为了第一个将第一套节目定为全新闻类的电视频道的省级电视媒体。同时，都市频道进行改版，改版之后，不再播出新闻（转入新闻频道播出）、娱乐、外购等节目。生活服务全面升级。频道将“现代都市、时尚生活”作为自身定位，引领都市生活潮流；面向都市百姓，包罗衣食住行，真实关注百姓的情感需求，服务百姓的日常生活。

### 机构合并与改革
2011年12月21日，原天津广播电视电影集团、天津人民广播电台、天津电视台建制撤销，组建天津广播电视台；将原天津广播电视电影集团、天津人民广播电台、天津电视台中政策允许的可经营性资产剥离，组建天津广播电视传媒集团有限公司。天津广播电视台为市文化广播影视局实施行政管理的事业单位，实行党委领导下的台长负责制；天津广播电视传媒集团有限公司为市管国有企业，实行董事会领导下的总经理负责制。
2018年11月，原天津日报社（天津日报报业集团）、今晚报社（今晚传媒集团）、天津广播电视台、天津广电传媒集团、中国技术市场报社、天津报业印务中心建制撤销，上述机构合并为新的天津海河传媒中心。改制后，原天津广播电视台转制为天津广播电视事业部，但在播出时仍保留“天津广播电视台”呼号。

## 频道列表

### 电视服务
天津广播电视台电视服务源于1958年10月成立，1960年3月20日正式开播的天津电视台。地面信号覆盖天津市和北京、河北、山东等省市部分地区，可收视人口超过2000万人，现有10个电视频道。

#### 现有频道
| 頻道名稱     | 语言   | 广播格式                    | 啟播時間                                                                                                 | 频道前身                                                                    | 備註 | 備註 |
| 天津卫视     | 普通話 | SD: PAL 576i 16:9 HD: 1080i | 标清版：1987年（启播） 1998年12月28日（上星） 高标清数模同播：2011年1月1日 高标清16:9同播：2016年3月30日 | 天津电视台文艺台 天津电视台17频道                                           | |      |
| 新闻频道     | 普通話 | SD: PAL 576i 16:9 HD: 1080i | 标清版：1960年3月20日 标清16:9同播：2017年11月17日 高标清16:9同播：2018年1月1日                          | 天津电视台综合台 天津电视台12频道 天津电视台经济生活频道 天津电视台滨海频道 | |      |
| 文艺频道     | 普通話 | SD: PAL 576i 16:9 HD: 1080i | 标清版：1991年10月 高标清16:9同播：不详                                                                  | 天津电视台29频道 天津经济电视台 天津电视台文化娱乐频道                      | |      |
| 影视频道     | 普通話 | SD: PAL 576i 16:9 HD: 1080i | 标清版：1992年 高标清16:9同播：2016年2月1日                                                              | 天津有线影视频道                                                            | |      |
| 都市频道     | 普通話 | SD: PAL 576i 16:9 HD: 1080i | 标清版：1992年 高标清16:9同播：2017年1月1日                                                              | 天津有线图文信息频道 天津有线生活娱乐频道                                   | |      |
| 体育频道     | 普通話 | SD: PAL 576i 16:9 HD: 1080i | 标清版：1998年4月1日 高标清16:9同播：2015年5月1日                                                        | 天津有线图文信息频道 天津有线体育频道                                       | 节目分地面默认版和滨海包版本 其中天津有线电视网络开通“滨海包”的用户所传送的版本无法收看部分国际赛事而改播其他节目 |      |
| 教育频道     | 普通話 | SD: PAL 576i 16:9 HD: 1080i | 2022年10月31日                                                                                           | 天津广播电视台科教频道 天津广播电视台少儿频道                               | |      |
| 三佳购物频道 | 普通話 | SD: PAL 576i 16:9 HD: 1080i | 标清版：2011年1月1日 高标清16:9同播：2020年1月6日                                                        | 天天购物频道（2008年1月16日）                                               | 天津、内蒙古、河北三省合办                                                                                        |      |

#### 停播频道
- 时代风尚
- 时代美食
- 时代家居（原“天视家居”）
- 时代出行
- 搏击（高清频道）
- 国际频道（2018年6月27日停播）
- 公共频道（2020年1月1日停播）
- 少儿频道（2022年10月31日停播）

### 广播服务
天津广播电视台的广播服务源于1949年成立的天津人民广播电台，是中国北方具有影响力的的省级电台之一。节目覆盖华北大部、华东和东北部分地区一亿多人口，日播出节目总量达到200多小时，现有10个广播频率。
| 頻道名稱                 | 语言   | 频道频率       | 啟播時間       | 频道前身 | 備註            |
| 新闻广播                 | 普通話 | FM97.2 AM909   | 1949年1月15日  |          |                 |
| 经济广播                 | 普通話 | FM101.4 AM1071 | 1989年1月1日   |          |                 |
| 音乐广播                 | 普通話 | FM99.0 AM1008  | 1993年4月19日  |          |                 |
| 交通广播（天津应急广播） | 普通話 | FM106.8        | 1994年1月1日   |          |                 |
| 滨海广播                 | 普通話 | FM87.8         | 2002年5月8日   |          | 又称“私家车878” |
| 生活广播                 | 普通話 | FM91.1 AM1386  | 2009年1月1日   |          |                 |
| 文艺广播                 | 普通話 | FM104.6 AM1008 | 2009年1月1日   |          |                 |
| 相声广播                 | 普通話 | FM92.1 AM567   | 2006年12月28日 |          |                 |
| 经典音乐广播             | 普通話 | FM88.5         | 2006年12月30日 | 农村广播 |                 |
| 小说广播                 | 普通話 | AM666          | 2006年1月1日   |          |                 |

## 争议
- 该台于2018年因涉嫌帮助毛晓彤生父索要天价赡养费一事引起网友批评。[10]
- 天津交通广播2021年11月12日发生严重播出事故：当天的《红绿灯》节目中，主持人白羊就北京是否为“美食荒漠”与听众发生争执，随后又与另一位主持人王琳发生争吵，前者情绪激动，摔门而去，节目一度中断。事后，该频率发布《致广大听众和网友的道歉信》，《道歉信》称，已对相关责任人进行严肃追责处理，涉事主持人已停职[11]。